# Les Proxénètes
À ne pas confondre avec le film I prosseneti
Pour plus de détails, voir Fiche technique et Distribution.
Les Proxénètes (Ettore lo fusto) est un film franco-hispano-italien réalisé par Enzo G. Castellari et sorti en 1972. C'est une parodie de l'Iliade d'Homère inspirée du roman Le Roi des Mirmidous d'Henri Viard et Bernard Zacharias publié en 1966.
Le réalisateur de films d'épouvante Lucio Fulci a co-écrit le scénario. Le producteur Edmondo Amati voulait que Fulci réalise le film, mais Fulci, jugeant qu'il s'agissait d'un film mineur, refusa l'offre, alors même qu'il était sous contrat avec Amati.

## Synopsis
Derrière la façade d'une pieuse institution, le cardinal Jupiter spécule dans le bâtiment et demande à son secrétaire Mercurio de l'aider à prendre possession d'un terrain sur lequel doit être construit un complexe résidentiel pour les riches, propriété d'Hector le Fortiche. Hector ne veut pas céder son terrain car il y a transformé une villa en bordel de luxe. Mercure élabore un plan : impliquer les frères Ménélas et Agamemnon, concurrents directs d'Hector, dans une guerre privée.
Pour trouver un prétexte à la guerre, Mercure convainc Hector le Fortiche de faire enlever la belle Hélène, l'épouse libertine de Ménélas. Après l'enlèvement par Pâris, enlèvement auquel la belle Hélène ne s'est pas opposée, la guerre éclate. Les deux rois sont en train de perdre, mais le rusé Ulysse convainc Hector de se battre en duel à moto contre Patrocle, ami d'Achille, chef d'une féroce bande motorisée, qui pour des questions de femmes n'est pas intervenu dans la mêlée. Patrocle succombe. La colère d'Achille éclate, et avec ses guerriers, il détruit tout. Malgré leur courage, les frères sont anéantis. Hélène est reprise par Ménélas. 
Dans l'assaut, Hector se retrouve dans un bloc de béton qui deviendra la première pierre du complexe résidentiel construit sur son terrain, un complexe inauguré par Jupiter et Mercure. Hélène se consolera avec un homme honorable, tandis qu'Ulysse retournera en Sicile.

## Fiche technique
Sauf indication contraire, les informations mentionnées dans cette section peuvent être confirmées par la base de données cinématographiques IMDb,  présente dans la section « Liens externes ».
- Titre français : Les Proxénètes ou Le Roi des Mirmidous ou Hector le Fortiche[4]
- Titre original : Ettore lo fusto[5]
- Réalisation : Enzo G. Castellari
- Scénario : Enzo G. Castellari, Sandro Continenza, Lucio Fulci, Leonardo Martín
- Photographie : Guglielmo Mancori
- Montage : Vincenzo Tomassi (it)
- Musique : Francesco De Masi ; chansons interprétées par le groupe Il Punto (it)
- Décors : Alberto Boccianti (it)
- Production : Edmondo Amati (it), Raoul Katz
- Sociétés de production : Empire Films, Labrador Films, Star Films S.A., Studio du Dragon
- Pays de production :  Italie -  France -  Espagne[4]
- Langue de tournage : italien
- Format : C'couleur (Eastmancolor) - 2,35:1 - Son mono - 35 mm
- Durée : 109 minutes (1h49)[5]
- Genre : comédie policière
- Dates de sortie :
  - Italie : 6 janvier 1972
  - France : 7 janvier 1975[4]
  - Espagne : 24 janvier 1977

## Distribution
- Philippe Leroy : Hector le Fortiche (« Ettore lo fusto » en VO)
- Juan Luis Galiardo : Pâris le Fortiche (« Paride lo fusto » en VO)
- Aldo Giuffré : Agamemnon
- Vittorio Caprioli : Ménélas
- Vittorio De Sica : Cardinal Jove
- Luciano Salce : Comte Mercure
- Giancarlo Giannini : Ulysse
- Michael Forest : Achille
- Gigi Rizzi (it) : Politès
- Haydée Politoff : Chryséis
- Giancarlo Prete : Patrocle, dit « Clò-Clò »
- Rosanna Schiaffino : Hélène
- Franca Valeri : Cassandre
- Gianrico Tedeschi : Priam
- Caterina Boratto : Hécube
- Gerry Bruno (it) : Gerry
- José Calvo : Le docteur